# Бакинська музична академія

Бакинська музична академія імені У. Гаджибекова (БМА) (азерб. Hacıbəyov adına Bakı Musiqi Akademiyası) — вищий музичний навчальний заклад в Азербайджані. Чинний ректор — Фархад Бадалбейлі.
Заснована 1920 року з ініціативи композитора Узеїра Гаджибекова, як Азербайджанська державна консерваторія. Сам Гаджибеков став її викладачем, а з 1939 року — ректором. по його смерті 1948 року консерваторії надано його ім'я. В 1991 консерваторія була перейменована в Бакинську музичну академію.
Академія складається з 3 факультетів й 18 кафедр, є магістратура, аспірантура й докторантура. При академії діють особливі підрозділи: Спеціальна музична школа ім. Бюльбюля (з 1931), Музична школа-студія (з 1980) і Оперна студія ім. Ш. Мамедової (з 1984), а також 2 наукові лабораторії. До 2002 року бібліотека академії нараховувала 235.000 матеріалів.
Серед випускників консерваторії — Кара Караєв, Муслім Магомаєв, Вагіф Мустафазаде, Бюльбюль, Володимир Шаїнський,  Валентин Женевський, Аміров Фікрет Мешаді Джаміль-огли, Фідан Агаєва-Едлер, Наргіз Аліярова.

## Керівництво
Ректор — відомий азербайджанський піанист, професор Фархад Бадалбейлі (від 1991 року). Проректор — Октай Абаскулієв. Проректор з роботи з іноземними студентами — Єгяна Ахундова.